# Peter Bagge
Peter Bagge (Peekskill, Nova York, 11 de desembre de 1957) és un dibuixant de còmics estatunidenc i un dels autors més importants de l'underground d'aquell país.
Una de les seues obres més cèlebres és Hate (premi a la Millor obra estrangera publicada a Espanya en el Saló del Còmic de Barcelona), que seguix els recorreguts de Buddy Bradley en el Seattle dels 90, en ple auge del grunge.
La família Bradley va veure la llum per primera vegada en les pàgines de Comical Funnies (1980-81), després d'això Bagge va començar a treballar en la llegendària Weirdo de Robert Crumb i fou el seu editor des de 1983 fins a 1986.
Bagge va crear el seu propi còmic Neat Stuff, per a l'editorial Fantagraphics, i és en esta sèrie on Buddy Bradley, el pessimista fill adolescent dels Bradley es descobreix com el personatge més atractiu.
El 1990, Neat Stuff canvia i es transforma en un nou títol, Hate que seguirà exclusivament els recorreguts de Buddy Bradley i els seus éssers més pròxims.
El 2005 Bagge inicia la sèrie Apocalypse Nerd, de la qual se'n publicaren sis números.

## Obra publicada a Espanya
Aquesta llista no és exhaustiva
- Odio Integral Ed. La Cúpula. ISBN 978-84-7833-793-4
- Mundo idiota Ed. La Cúpula. ISBN 84-7833-421-1 Per a la col·lecció
  - Mundo Idiota. Núm. 1. Ed. La Cúpula. ISBN 978-84-17442-12-5
  - Mundo Idiota. Núm. 2. Ed. La Cúpula. ISBN 978-84-17442-35-4
  - Mundo Idiota. Núm. 3. Ed. La Cúpula. ISBN 978-84-7833-375-2
  - Mundo Idiota. Núm. 4. Ed. La Cúpula. ISBN 84-7833-235-9
  - Mundo Idiota. Núm. 5. Ed. La Cúpula. ISBN 978-84-7833-269-4
  - Mundo Idiota. Núm. 6. Ed. La Cúpula. ISBN 978-84-7833-302-8
  - Mundo Idiota. Núm. 7. Ed. La Cúpula. ISBN 84-7833-326-6
  - Mundo Idiota. Núm. 8. Ed. La Cúpula. ISBN 978-84-7833-365-3
  - Mundo Idiota. Núm. 9. Ed. La Cúpula. ISBN 978-84-7833-402-5
  - Mundo Idiota. Núm. 10. Ed. La Cúpula. ISBN 978-84-7833-421-6
  - Mundo Idiota. Núm. 11. Ed. La Cúpula. ISBN 978-84-7833-446-9
  - Mundo Idiota. Núm. 12. Ed. La Cúpula. ISBN 978-84-7833-478-0
- Apocalipsis friki. Ed. La Cúpula. ISBN 978-84-7833-814-6 (castellà)